# 소화

소화 기관의 구성 요소

소화(消化) 또는 삭임은 큰 음식 화합물을 작은 수용성 성분으로 분해하여 혈장에 흡수될 수 있도록 하는 과정이다. 특정 생물에서는 이러한 작은 물질들이 작은창자를 통해 혈류로 흡수된다. 소화는 이화작용의 한 형태로, 음식물이 분해되는 방식에 따라 기계적 소화와 화학적 소화의 두 가지 과정으로 나뉜다. 기계적 소화라는 용어는 큰 음식 조각들을 더 작은 조각들로 물리적으로 분해하여 나중에 소화 효소에 의해 접근될 수 있도록 하는 것을 의미한다. 기계적 소화는 입에서 씹기를 통해, 작은창자에서 분절 운동을 통해 일어난다. 화학적 소화에서는 효소가 음식물을 몸이 사용할 수 있는 작은 화합물로 분해한다.
인간 소화계에서 음식물은 입으로 들어가고, 기계적 소화의 한 형태인 씹기 작용과 침의 습윤 접촉을 통해 음식물의 기계적 소화가 시작된다. 침샘에서 분비되는 액체인 침에는 음식물에 있는 녹말의 소화를 시작하는 효소인 침 아밀레이스가 포함되어 있다. 침에는 또한 음식물을 윤활하게 하는 점액; 아밀레이스가 작용하는 이상적인 pH 조건을 제공하는 전해질 탄산수소염(HCO−

3); 그리고 다른 전해질(Na+, K+, Cl-)이 포함되어 있다. 녹말의 약 30%가 구강 내에서 이당류로 가수분해된다. 씹기와 녹말 소화를 거친 음식물은 작고 둥근 죽 상태의 덩어리인 음식덩이가 된다. 그런 다음 식도를 타고 꿈틀운동에 의해 위로 내려간다. 위의 위액은 단백질 소화를 시작한다. 위액은 주로 염산과 펩신을 포함한다. 영아와 유아의 위액에는 우유 단백질을 소화하는 레닌도 포함되어 있다. 앞의 두 화학 물질이 위벽을 손상시킬 수 있으므로, 위에서는 점액과 탄산수소염이 분비된다. 이들은 농축된 염산과 같은 화학 물질의 손상 효과에 대한 방패 역할을 하는 미끄러운 층을 제공하면서 윤활 작용도 돕는다. 염산은 펩신을 위한 산성 pH를 제공한다. 단백질 소화가 일어나는 동시에 위벽을 따라 움직이는 근육 수축의 파동인 꿈틀운동에 의해 기계적 혼합이 일어난다. 이것은 음식물 덩어리가 소화 효소와 더 잘 섞이게 한다. 펩신은 단백질을 펩타이드 또는 프로테오스로 분해하며, 이는 작은창자의 효소에 의해 다이펩타이드와 아미노산으로 더 분해된다. 연구에 따르면 한 번 씹는 횟수를 늘리면 관련 장 호르몬이 증가하고 자가 보고된 배고픔과 음식 섭취가 줄어들 수 있다고 한다.
날문조임근 판막이 열리면 부분적으로 소화된 음식물(미즙)이 십이지장으로 들어가 이자의 소화 효소와 간의 쓸개즙과 섞인 다음 작은창자를 통과하면서 소화가 계속된다. 미즙이 완전히 소화되면 혈액으로 흡수된다. 영양소 흡수의 95%가 작은창자에서 일어난다. 물과 미네랄은 pH가 약간 산성(약 5.6~6.9)인 주름창자에서 혈액으로 재흡수된다. 바이오틴 및 비타민 K (K2MK7)와 같이 주름창자 내 세균에 의해 생성되는 일부 비타민도 주름창자에서 혈액으로 흡수된다. 물, 단순당, 알코올의 흡수도 위에서 일어난다. 노폐물(똥)은 배변 과정에서 직장에서 배출된다.

## 소화계
소화계는 다양한 형태를 취한다. 내부 소화와 외부 소화 사이에는 근본적인 차이가 있다. 외부 소화는 진화 역사에서 더 일찍 발달했으며, 대부분의 균류는 여전히 이에 의존한다. 이 과정에서 효소는 유기체를 둘러싼 환경으로 분비되어 유기 물질을 분해하고, 일부 생성물은 유기체로 확산된다. 동물은 내부 소화가 일어나는 관(위창자길)을 가지고 있는데, 이는 분해된 생성물을 더 많이 포획할 수 있고 내부 화학 환경을 더 효율적으로 제어할 수 있기 때문에 더 효율적이다.
거의 모든 거미를 포함한 일부 유기체는 결과적인 "수프"를 섭취하기 전에 생체 독소와 소화 화학 물질(예: 효소)을 세포외 환경으로 분비한다. 다른 유기체에서는 잠재적 영양소나 음식물이 일단 유기체 내부에 들어오면, 소화는 소포나 주머니 모양의 구조를 통해, 관을 통해, 또는 영양소 흡수를 더 효율적으로 만드는 것을 목표로 하는 여러 특수화된 기관을 통해 수행될 수 있다.

세균 접합의 개략도. 1- 공여 세포는 선모를 생성한다. 2- 선모는 수용 세포에 부착하여 두 세포를 함께 모은다. 3- 이동성 플라스미드는 잘라지고 단일 가닥 DNA가 수용 세포로 전달된다. 4- 두 세포 모두 플라스미드를 재순환시키고 두 번째 가닥을 합성하며 선모를 재증식시킨다; 두 세포 모두 이제 실행 가능한 공여 세포이다.

### 분비 시스템
세균은 환경에서 다른 유기체로부터 영양소를 얻기 위해 여러 시스템을 사용한다.

#### 채널 수송 시스템
채널 수송 시스템에서 여러 단백질은 세균의 내막과 외막을 가로지르는 연속적인 채널을 형성한다. 이는 세 가지 단백질 소단위체(ABC 단백질, 막 융합 단백질(MFP), 그리고 외막 단백질)로만 구성된 간단한 시스템이다.틀:Specify 이 분비 시스템은 이온, 약물부터 다양한 크기(20–900 kDa)의 단백질에 이르기까지 다양한 화학 물질을 수송한다. 분비되는 화학 물질의 크기는 작은 대장균 펩타이드 콜리신 V(10 kDa)부터 슈도모나스 플루오레센스의 세포 부착 단백질 LapA(900 kDa)까지 다양하다.

#### 분자 주사기
제3형 분비 시스템은 세균(예: 특정 유형의 살모넬라, 시겔라, 예르시니아)이 원생생물 세포에 영양소를 주입할 수 있는 분자 주사기가 사용됨을 의미한다. 이러한 메커니즘 중 하나는 페스트균에서 처음 발견되었으며, 독소가 세포외 매질로 분비되는 대신 세균 세포질에서 숙주 세포의 세포질로 직접 주입될 수 있음을 보여주었다.

#### 접합 기구
일부 세균의 접합 기구(및 고세균 편모)는 DNA와 단백질을 모두 수송할 수 있다. 이는 아그로박테리움 투메파시엔스에서 발견되었는데, 이 세균은 이 시스템을 사용하여 Ti 플라스미드와 단백질을 숙주에 주입하여 식물 암종을 유발한다. 아그로박테리움 투메파시엔스의 VirB 복합체는 원형 시스템이다.
질소 고정성 리조비움에서 접합성 요소는 자연적으로 다른 계 간의 접합에 참여한다. 아그로박테리움 Ti 또는 Ri 플라스미드와 같은 요소는 식물 세포로 전달될 수 있는 요소를 포함한다. 전달된 유전자는 식물 세포 핵으로 들어가 식물 세포를 세균이 탄소 및 에너지원으로 사용하는 오파인 생산 공장으로 효과적으로 변형시킨다. 감염된 식물 세포는 줄기 혹 또는 뿌리 혹을 형성한다. 따라서 Ti 및 Ri 플라스미드는 세균의 내공생체이며, 세균은 다시 감염된 식물의 내공생체(또는 기생충)이다.
Ti 및 Ri 플라스미드는 그 자체로 접합성이다. Ti 및 Ri는 세균 간에 독립적인 시스템(tra, 또는 전달 오페론)을 사용하여 전달되며, 다른 계 간의 전달(vir, 또는 독력, 오페론)과 다르다. 이러한 전달은 이전에 비독성이었던 아그로박테리움에서 독성 균주를 생성한다.

#### 외막 소포 방출
위에 나열된 다중 단백질 복합체를 사용하는 것 외에도 그람 음성균은 물질을 방출하는 다른 방법, 즉 외막 소포의 형성을 가지고 있다. 외막의 일부가 꼬집어져 세포막 주위 물질을 둘러싸는 지질 이중층으로 구성된 구형 구조를 형성한다. 여러 세균 종에서 유래한 소포에 독성 인자가 포함되어 있는 것이 발견되었으며, 일부는 면역 조절 효과를 가지며, 일부는 숙주 세포에 직접 부착하여 독성을 나타낼 수 있다. 소포 방출이 스트레스 조건에 대한 일반적인 반응으로 입증되었지만, 화물 단백질을 적재하는 과정은 선택적인 것으로 보인다.

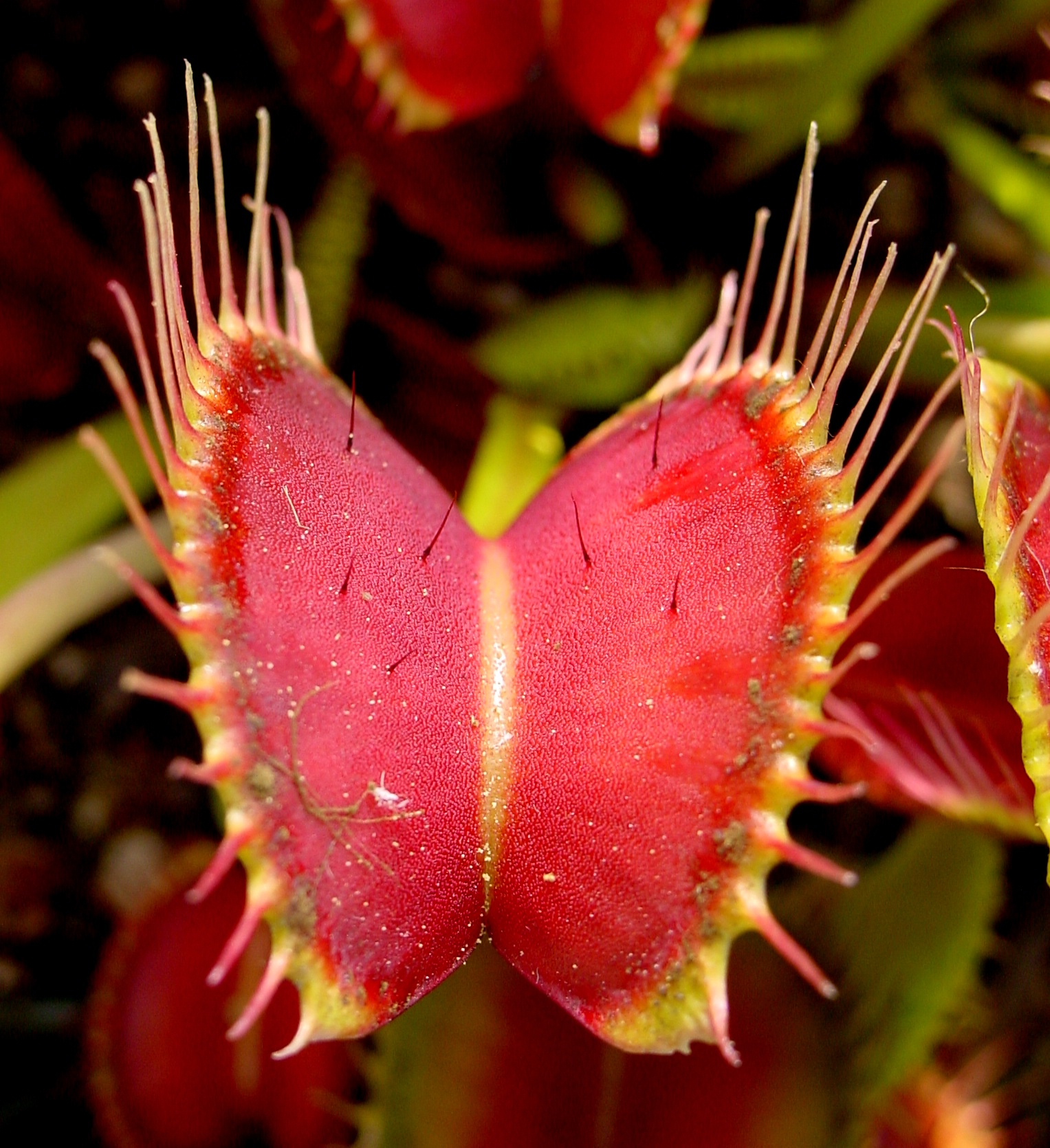
파리지옥 (Dionaea muscipula) 잎

### 위장관강
위장관강은 소화와 영양소의 전신 분배에 있어 위장 역할을 한다. 세포외 소화는 내층인 위장관으로 둘러싸인 이 중심강 내에서 일어난다. 이 강은 입과 항문 역할을 하는 외부로의 단 하나의 개구부를 가지고 있다. 즉, 노폐물과 소화되지 않은 물질은 입/항문을 통해 배설되며, 이는 불완전한 창자로 설명될 수 있다.
광합성을 통해 자체 음식을 만들 수 있는 파리지옥과 같은 식물은 에너지와 탄소를 수확하는 전통적인 목적을 위해 먹이를 먹고 소화하는 것이 아니라, 늪지대의 산성 서식지에서 부족한 필수 영양소(특히 질소와 인)를 주로 채굴한다.

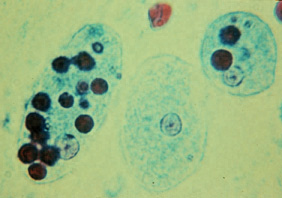
섭취된 적혈구를 가진 영양체인 이질아메바 영양체

### 식포
식포는 식작용에 의해 흡수된 입자 주위에 형성된 액포이다. 액포는 입자 주위의 세포막이 융합하여 형성된다. 식포는 병원성 미생물이 사멸되고 소화될 수 있는 세포소기관이다. 식포는 성숙 과정에서 리소좀과 융합하여 파고리소좀을 형성한다. 인간의 경우, 이질아메바는 적혈구를 식포화할 수 있다.

### 특수 기관 및 행동
동물들은 음식물 소화를 돕기 위해 부리, 혀, 치설, 이빨, 모이주머니, 모래주머니 등과 같은 기관들을 진화시켰다.

#### 부리
새는 새의 생태적 지위에 따라 특화된 뼈 부리를 가지고 있다. 예를 들어, 금강앵무는 주로 씨앗, 견과류, 과일을 먹으며, 부리를 사용하여 가장 단단한 씨앗도 열 수 있다. 먼저 부리의 날카로운 끝으로 얇은 선을 긁어낸 다음, 부리 옆면으로 씨앗을 쪼갠다.
오징어의 입은 주로 교차 결합된 단백질로 만들어진 날카로운 뿔 모양의 부리를 갖추고 있다. 이는 먹이를 죽이고 관리할 수 있는 조각으로 찢는 데 사용된다. 부리는 매우 견고하지만, 다른 많은 유기체(해양 종 포함)의 이빨과 턱과는 달리 미네랄을 포함하지 않는다. 부리는 오징어의 소화되지 않는 유일한 부분이다.

#### 혀
혀는 대부분의 척추동물의 입 바닥에 있는 골격근으로, 음식을 씹고 삼키는 데 사용된다. 혀는 민감하며 침에 의해 촉촉하게 유지된다. 혀의 아랫면은 매끄러운 점막으로 덮여 있다. 혀는 또한 추가적인 씹기가 필요한 음식 입자를 찾고 배치하는 촉감을 가지고 있다. 혀는 음식 입자를 음식덩이로 굴려 꿈틀운동을 통해 식도를 따라 내려가게 하는 데 사용된다.
혀 앞부분 아래의 혀밑 부위는 구강점막이 매우 얇고 정맥총이 깔려 있는 곳이다. 이곳은 특정 약물을 체내에 투여하기에 이상적인 위치이다. 혀밑 경로(설하 투여)는 구강의 높은 혈관 특성을 활용하여 위창자길을 우회하여 약물을 심혈관계에 신속하게 적용할 수 있게 한다.

#### 이빨
이빨(단수: 이)은 많은 척추동물의 턱(또는 입)에서 발견되는 작고 희끄무레한 구조물로, 음식을 찢고, 긁고, 빨고, 씹는 데 사용된다. 이빨은 뼈로 만들어지지 않고, 에나멜, 상아질, 백악질과 같이 밀도와 경도가 다양한 조직으로 만들어진다. 인간의 이빨은 혈액과 신경 공급을 받아 고유수용성감각을 가능하게 한다. 이것은 씹을 때의 감각 능력으로, 예를 들어 음식에 섞인 깨진 접시처럼 이빨에 너무 단단한 것을 씹으면, 이빨이 뇌에 메시지를 보내고 우리는 그것을 씹을 수 없다는 것을 깨달아 씹는 것을 멈춘다.
동물 이빨의 모양, 크기, 개수는 식단과 관련이 있다. 예를 들어, 초식 동물은 소화하기 어려운 식물성 물질을 갈기 위해 여러 개의 어금니를 가지고 있다. 육식 동물은 고기를 죽이고 찢는 데 사용되는 송곳니를 가지고 있다.

#### 모이주머니
모이주머니는 소화 전에 음식물을 저장하는 데 사용되는 소화관의 얇은 벽으로 확장된 부분이다. 일부 새의 경우 목구멍 근처에 확장된 근육 주머니이다. 성체 비둘기의 경우, 모이주머니는 갓 부화한 새에게 소낭유를 생산하여 먹일 수 있다.
특정 곤충은 모이주머니 또는 확대된 식도를 가질 수 있다.

반추 동물의 소화계의 대략적인 그림

#### 주름위
초식 동물은 맹장 (또는 반추류의 경우 주름위)을 진화시켰다. 반추 동물은 4개의 방이 있는 전위를 가지고 있다. 이들은 혹위, 벌집위, 겹주름위, 그리고 주름위이다. 처음 두 방인 혹위와 벌집위에서 음식물은 침과 섞이고 고체와 액체 물질의 층으로 분리된다. 고체는 덩어리를 형성하여 되새김이 된다. 되새김은 토해져 다시 천천히 씹어 침과 완전히 섞이고 입자 크기를 줄인다.
특히 셀룰로스와 헤미셀룰로스와 같은 섬유질은 이 방(반추위-벌집위)에서 세균, 원생동물, 균류와 같은 미생물에 의해 주로 아세트산, 프로피온산, 뷰티르산과 같은 휘발성 지방산으로 분해된다. 겹주름위에서는 물과 많은 무기 미네랄 요소가 혈류로 흡수된다.
주름위는 반추 동물의 네 번째이자 마지막 위장실이다. 이는 단일위 동물(예: 인간 또는 돼지)의 위와 거의 동일하며, 소화물이 거의 같은 방식으로 처리된다. 주로 미생물 및 식단 단백질의 산 가수분해 장소 역할을 하여 이들 단백질 공급원을 작은창자에서 더 소화하고 흡수할 수 있도록 준비한다. 소화물은 최종적으로 작은창자로 이동하며, 여기서 영양소의 소화 및 흡수가 일어난다. 반추위-벌집위에서 생성된 미생물도 작은창자에서 소화된다.

#### 특수 행동

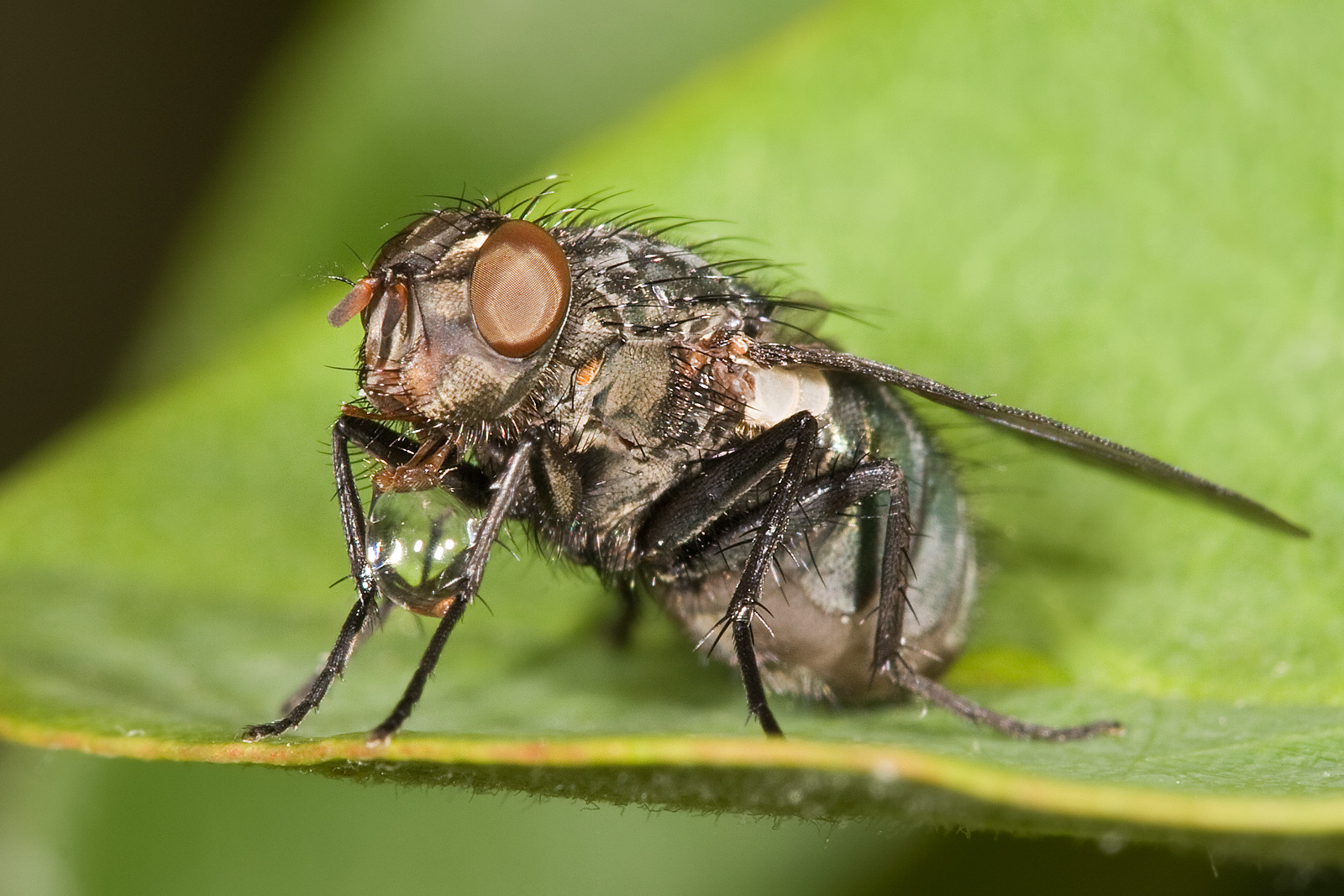
음식의 수분을 증발시켜 농축하기 위해 "거품을 부는" 쉬파리

역류는 위에서 주름위와 모이주머니 아래에서 언급되었으며, 부모가 자녀에게 역류시켜 먹이는 비둘기의 모이주머니 내벽에서 분비되는 소낭유를 의미한다.
많은 상어는 위를 뒤집어 입 밖으로 내보내 원치 않는 내용물을 제거할 수 있는 능력을 가지고 있다(아마도 독소에 대한 노출을 줄이는 방법으로 발달했을 것이다).
토끼와 설치류와 같은 다른 동물들은 특히 거친 사료의 경우 음식물을 재소화하기 위해 맹장배설물을 생산한다. 카피바라, 토끼, 햄스터 및 기타 관련 종은 반추 동물처럼 복잡한 소화계를 가지고 있지 않다. 그들은 대신 음식을 창자를 통해 두 번째로 통과시켜 더 많은 영양을 추출한다. 부분적으로 소화된 음식의 부드러운 맹장배설물은 배설되며 일반적으로 즉시 섭취된다. 그들은 또한 먹지 않는 정상적인 배설물도 생산한다.
어린 코끼리, 팬더, 코알라, 하마는 어미의 똥을 먹는데, 아마도 식물을 제대로 소화하는 데 필요한 세균을 얻기 위해서일 것이다. 태어날 때 그들의 장에는 이러한 세균이 없기 때문이다(완전히 무균 상태이다). 그들이 없으면 많은 식물 성분에서 어떤 영양가도 얻을 수 없을 것이다.

### 지렁이의 소화
지렁이의 소화계는 입, 인두, 식도, 모이주머니, 모래주머니, 그리고 창자로 구성된다. 입은 강한 입술로 둘러싸여 있으며, 이는 죽은 풀 조각, 잎, 잡초를 씹는 데 도움이 되는 흙 조각과 함께 손처럼 잡아당기는 역할을 한다. 입술은 음식물을 더 작은 조각으로 분해한다. 인두에서는 음식물이 점액 분비물에 의해 윤활되어 더 쉽게 통과할 수 있다. 식도는 음식물 부패로 인해 생성되는 산을 중화하기 위해 탄산 칼슘을 추가한다. 모이주머니에서는 음식물과 탄산 칼슘이 섞여 임시 저장이 일어난다. 모래주머니의 강력한 근육은 음식물과 흙 덩어리를 휘저어 섞는다. 휘젓는 작업이 끝나면 모래주머니 벽의 샘에서 효소를 진한 페이스트에 추가하여 유기 물질을 화학적으로 분해하는 데 도움을 준다. 꿈틀운동에 의해 혼합물은 친화성 세균이 화학적 분해를 계속하는 창자로 보내진다. 이로써 탄수화물, 단백질, 지방, 그리고 다양한 비타민과 미네랄이 방출되어 몸으로 흡수된다.

## 척추동물 소화 개요
대부분의 척추동물에서 소화는 소화계에서 일어나는 다단계 과정이며, 대개 다른 유기체를 날것으로 섭취하는 것으로 시작된다. 섭취는 일반적으로 어떤 유형의 기계적 및 화학적 처리를 포함한다. 소화는 네 단계로 나뉜다:
1. 섭취: 음식물을 입에 넣는 것 (소화계로 음식물이 들어오는 것),
2. 기계적 및 화학적 분해: 음식덩이를 씹고 물, 산, 쓸개즙, 효소와 섞어 복잡한 화학 물질을 간단한 구조로 분해하는 것,
3. 흡수: 삼투, 능동수송, 확산을 통해 소화계에서 순환 및 림프 모세혈관으로 영양소를 흡수하는 것, 그리고
4. 배설: 배변을 통해 소화관에서 소화되지 않은 물질을 제거하는 것.

이 과정의 근저에는 삼키기와 꿈틀운동을 통한 시스템 전반의 근육 움직임이 있다. 소화의 각 단계는 에너지를 필요로 하며, 따라서 흡수된 물질로부터 얻을 수 있는 에너지에 대한 "간접 비용"을 부과한다. 이러한 간접 비용의 차이는 생활 방식, 행동, 심지어 신체 구조에도 중요한 영향을 미친다. 예를 들어, 인간은 다른 호미니드(털 부족, 작은 턱과 근육, 다른 치열, 장 길이, 요리 등)와 상당히 다르다.
소화의 대부분은 작은창자에서 일어난다. 큰창자는 주로 장내 세균에 의한 소화 불가능한 물질의 발효 및 배설 전에 소화물에서 물을 재흡수하는 장소 역할을 한다.
포유류에서는 머리위상에서 소화 준비가 시작되는데, 이때 입에서 침이 생성되고 위에서 소화 효소가 생성된다. 기계적 및 화학적 소화는 입에서 음식물이 씹히고 침과 섞여 녹말의 효소 처리가 시작되면서 시작된다. 위는 휘젓고 산과 효소와 섞으면서 음식물을 기계적으로나 화학적으로 계속 분해한다. 흡수는 위와 위창자길에서 일어나며, 과정은 배변으로 끝난다.

## 인간의 소화 과정
틀:소화계 다이어그램
인간의 위창자길은 약 9 미터 (30 피트) 길이이다. 음식 소화 생리는 개인마다 그리고 음식의 특성과 식사량과 같은 다른 요인에 따라 다르며, 소화 과정은 일반적으로 24시간에서 72시간이 걸린다.
소화는 입에서 침과 소화 효소의 분비로 시작된다. 음식은 기계적인 씹기에 의해 음식덩이로 형성되어 식도로 삼켜지며, 그곳에서 꿈틀운동을 통해 위로 들어간다. 위액에는 위벽을 손상시킬 수 있는 염산과 펩신이 포함되어 있지만, 보호를 위해 점액과 탄산수소염이 분비된다. 위에서는 효소가 추가로 분비되어 음식물을 더 분해하며, 이는 위장의 휘젓는 작용과 결합된다. 주로 단백질이 위에서 소화된다. 부분적으로 소화된 음식은 걸쭉한 반액체 미즙 형태로 십이지장으로 들어간다. 작은창자에서는 소화의 대부분이 일어나며, 이는 쓸개즙, 이자액, 창자액의 분비에 의해 도움을 받는다. 창자 벽은 창자융털로 덮여 있으며, 그 상피 세포는 창자의 겉넓이를 증가시켜 영양소의 흡수를 개선하기 위해 수많은 미세융모로 덮여 있다. 쓸개즙은 지방의 유화를 돕고 리파아제를 활성화한다.
큰창자에서는 창자 미생물상에 의한 발효가 일어날 수 있도록 음식물의 통과가 더 느리다. 이곳에서 물이 흡수되고 노폐물은 똥으로 저장되어 항문관과 항문을 통해 배변으로 제거된다.

### 신경 및 생화학적 조절 메커니즘
소화의 단계에는 머리위상, 위상, 창자상이 포함된다.
머리위상은 음식의 시각, 생각, 냄새에서 발생하며 대뇌 피질을 자극한다. 미각 및 후각 자극은 시상하부와 숨뇌로 전달된다. 이어서 미주신경을 통해 아세틸콜린이 분비된다. 이 단계에서 위액 분비는 최대 속도의 40%까지 증가한다. 이 시점에서 위 내 산도는 음식물에 의해 완충되지 않으므로, 소마토스타틴의 D 세포 분비를 통해 벽세포(산 분비)와 G 세포(가스트린 분비) 활동을 억제한다.
위상은 3~4시간이 걸린다. 위 팽창, 위 내 음식물 존재, pH 감소에 의해 자극된다. 팽창은 길고 장벽 반사를 활성화한다. 이는 아세틸콜린의 분비를 활성화하여 더 많은 위액 분비를 자극한다. 단백질이 위로 들어가면 수소 이온과 결합하여 위 pH를 높인다. 가스트린과 위산 분비의 억제가 해제된다. 이는 G 세포가 가스트린을 분비하도록 유발하고, 이는 다시 벽세포가 위산을 분비하도록 자극한다. 위산은 약 0.5%의 염산으로, pH를 원하는 pH인 1~3으로 낮춘다. 산 분비는 아세틸콜린과 히스타민에 의해서도 유발된다.
창자상은 흥분성 부분과 억제성 부분의 두 부분으로 나뉜다. 부분적으로 소화된 음식물이 십이지장을 채운다. 이것은 창자 가스트린의 분비를 유발한다. 위장관 반사는 미주 신경 핵을 억제하고 교감신경계 섬유를 활성화하여 날문조임근을 조여 더 많은 음식물이 들어오는 것을 막고 국소 반사를 억제한다.

## 영양소로의 분해

### 단백질 소화
단백질 소화는 위와 십이지장에서 일어나며, 위에서 분비되는 펩신과 이자에서 분비되는 트립신 및 카이모트립신의 세 가지 주요 효소가 음식 단백질을 폴리펩타이드로 분해하고, 이 폴리펩타이드는 다양한 외펩티다아제와 다이펩티다아제에 의해 아미노산으로 분해된다. 그러나 소화 효소는 대부분 비활성 전구체인 지모겐 형태로 분비된다. 예를 들어, 트립신은 이자에서 트립시노겐 형태로 분비되며, 이는 십이지장에서 장효소에 의해 활성화되어 트립신을 형성한다. 그런 다음 트립신은 단백질을 더 작은 폴리펩타이드로 절단한다.

### 지방 소화
일부 지방의 소화는 입에서 혀 리파아제가 일부 단쇄 지질을 다이글리세라이드로 분해하면서 시작될 수 있다. 그러나 지방은 주로 작은창자에서 소화된다. 작은창자에 지방이 존재하면 이자 리파아제와 쓸개즙이 이자와 간에서 분비되도록 자극하는 호르몬이 생성되며, 이는 지방산 흡수를 위한 지방의 유화를 돕는다. 한 분자의 지방(트라이글리세라이드)이 완전히 소화되면 지방산, 모노글리세라이드, 다이글리세라이드 혼합물이 생성되지만 글리세롤은 생성되지 않는다.

### 탄수화물 소화
인간의 경우, 식이 녹말은 아밀로스라는 긴 사슬로 배열된 포도당 단위로 구성된 다당류이다. 소화 과정에서 포도당 분자 간의 결합은 침과 이자의 아밀레이스에 의해 끊어지며, 점진적으로 더 작은 포도당 사슬이 생성된다. 이는 작은창자에 흡수될 수 있는 단순당 포도당과 말토스(포도당 2분자)를 생성한다.
락테이스는 이당류인 락토스를 구성 요소인 포도당과 갈락토스로 분해하는 효소이다. 포도당과 갈락토스는 작은창자에 흡수될 수 있다. 성인 인구의 약 65%는 락테이즈를 소량만 생산하며 발효되지 않은 우유 기반 식품을 섭취할 수 없다. 이는 일반적으로 젖당불내증으로 알려져 있다. 젖당불내증은 유전적 유산에 따라 크게 다르다. 동아시아 혈통의 사람들은 90% 이상이 젖당불내증을 앓고 있는 반면, 북유럽 혈통의 사람들은 약 5%만이 젖당불내증을 앓고 있다.
수크레이스는 일반적으로 식탁용 설탕, 사탕수수 설탕, 사탕무 설탕으로 알려진 이당류인 수크로스를 분해하는 효소이다. 수크로스 소화는 과당과 포도당을 생성하며, 이는 작은창자에 쉽게 흡수된다.

### DNA 및 RNA 소화
DNA와 RNA는 이자에서 분비되는 핵산분해효소인 디옥시리보뉴클레이스와 리보뉴클레이스(DNase 및 RNase)에 의해 모노뉴클레오타이드로 분해된다.

## 비파괴 소화
일부 영양소는 비타민 B12와 같이 작용기로 분해되면 파괴될 수 있는 복잡한 분자이다. 비타민 B12를 비파괴적으로 소화하기 위해, 침의 합토코린은 B12 분자가 위로 들어갈 때 위산으로부터 강력하게 결합하고 보호하며 단백질 복합체에서 절단된다.
B12-합토코린 복합체가 날문을 통해 위에서 십이지장으로 통과하면 이자 단백질분해효소가 합토코린을 B12 분자에서 절단하고, 이 분자들은 내인자에 다시 결합한다. 이 B12-내인자 복합체는 작은창자의 돌창자 부분으로 이동하며, 여기서 큐빌린 수용체가 B12-내인자 복합체의 혈액 내 동화 및 순환을 가능하게 한다.

## 소화 호르몬

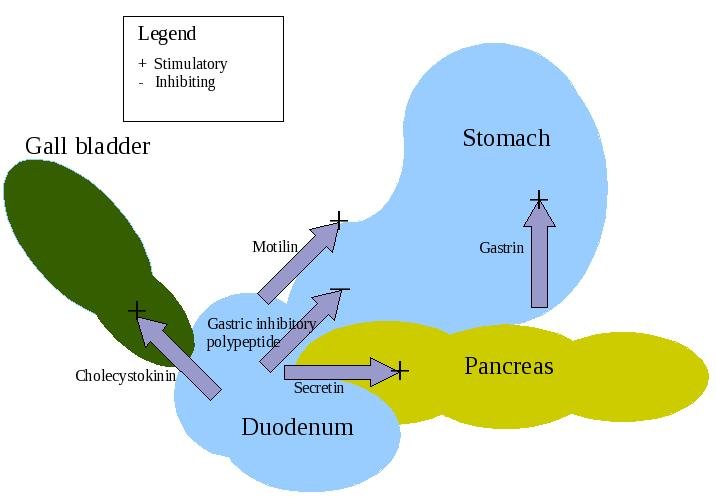
주요 소화 호르몬의 작용

포유류의 소화계를 돕고 조절하는 호르몬은 최소 5가지가 있다. 예를 들어 새의 경우와 같이 척추동물마다 변이가 있다. 배열은 복잡하며 추가적인 세부 사항이 정기적으로 발견된다. 대사 조절(주로 포도당-인슐린 시스템)과의 연관성도 밝혀졌다.
- 가스트린 – 위에 있으며 위샘이 펩시노겐(비활성 형태의 효소 펩신)과 염산을 분비하도록 자극한다. 가스트린 분비는 위로 음식이 도착하면서 자극된다. 분비는 낮은 pH에 의해 억제된다.
- 세크레틴 – 십이지장에 있으며 이자에서 탄산수소 나트륨의 분비를 지시하고 간에서 쓸개즙 분비를 자극한다. 이 호르몬은 미즙의 산도에 반응한다.
- 콜레시스토키닌 (CCK) – 십이지장에 있으며 이자에서 소화 효소의 방출을 자극하고 쓸개에서 쓸개즙 배출을 자극한다. 이 호르몬은 미즙의 지방에 반응하여 분비된다.
- 위억제펩타이드 (GIP) – 십이지장에 있으며 위의 뒤섞임을 감소시켜 위의 배출을 늦춘다. 또 다른 기능은 인슐린 분비를 유도하는 것이다.
- 모틸린 – 십이지장에 있으며 위장 운동성의 이동 전기근 복합체 구성 요소를 증가시키고 펩신 생성을 자극한다.

## pH의 중요성
소화는 여러 요인에 의해 조절되는 복잡한 과정이다. pH는 정상적으로 기능하는 소화관에서 중요한 역할을 한다. 입, 인두, 식도에서는 pH가 일반적으로 약 6.8로 매우 약한 산성이다. 침은 소화관의 이 부분에서 pH를 조절한다. 침에는 침샘 아밀레이스가 포함되어 있으며 탄수화물을 단당류로 분해하기 시작한다. 대부분의 소화 효소는 pH에 민감하며 높거나 낮은 pH 환경에서는 변성된다.
위의 높은 산도는 위 내에서 탄수화물의 분해를 억제한다. 이 산도는 두 가지 이점을 제공한다. 작은창자에서 더 소화될 수 있도록 단백질을 변성시키고, 다양한 병원체를 손상시키거나 제거하는 비특이적 면역을 제공한다.
작은창자에서 십이지장은 소화 효소를 활성화하기 위한 중요한 pH 균형을 제공한다. 간은 위로부터의 산성 조건을 중화하기 위해 십이지장으로 쓸개즙을 분비하고, 이자관은 십이지장으로 비워지면서 산성 미즙을 중화하기 위해 탄산수소염을 추가하여 중성 환경을 조성한다. 작은창자의 점막 조직은 pH 약 8.5로 알칼리성이다.

## 같이 보기
- 영양분
- 소화계통
- 혐기성 소화